# Heinrich Mederow
Heinrich Mederow (n. 20 septembrie 1945, Königs Wusterhausen, Brandenburg, Germania) este un canotor ce a reprezentat Republica Democrată Germană, medaliat olimpic. A participat la o ediție a Jocurilor Olimpice (1972) în care a câștigat o medalie de bronz.

## Participări
Lista de mai jos prezintă principalele competiții la care a participat Heinrich Mederow de-a lungul carierei.
- rowing at the 1972 Summer Olympics – men's eight[*][4]